# Kabugoza
Kabugoza är ett periodiskt vattendrag i Burundi.   Det ligger i provinsen Gitega, i den centrala delen av landet, 60 kilometer öster om huvudstaden Bujumbura.
Omgivningarna runt Kabugoza är huvudsakligen savann. Runt Kabugoza är det tätbefolkat, med 343 invånare per kvadratkilometer.